# Hernád nemzetközi InterCity
A Hernád InterCity (Szlovákiában Hornád EuroCity) Budapest, Miskolc és Kassa (Košice) között közlekedik, amelyet a MÁV Személyszállítási Zrt. és a ŽSSK üzemeltet. Vonatszámuk a 181–194 közötti tartomány.

## Története
A Hernád InterCity a 2003–2004-es menetrendváltástól közlekedik Budapest és Kassa között.
A 2008 és 2011 közötti nyári főszezonokban közvetlen kocsit továbbított Keszthelyre, melynek helyét később az Ezüstpart Expressz vette át. 2012-ben EuroCity rangot kapott, melyet 2015. december 13-án elvesztett a magyar szakaszon, míg a szlovákon továbbra is EuroCityként maradt jelen.
A Rákóczi InterCityk megszűnésével, 2020. december 13-ától kétóránként ingáznak a vonatjáratok (ekkor egy időre a koronavírus-járvány miatt (napi 2 pár kivételével) ideiglenesen csak Hidasnémetiig közlekedett).
A járatok megállási rendje is változott, Miskolcig a Zemplén InterCityvel összekapcsolva járnak (Hernád-Zemplén IC), valamint csak Hatvanban és Mezőkövesden állnak meg. Miskolctól Szikszó-Vásártér, Halmaj, Ináncs, Forró-Encs, Novajidrány és Hidasnémeti állomásokat; megállókat érintik. Ugyanitt a Kassa felőli első járat Ináncsot és Halmajt kihagyja.

## Közlekedése
A vonatjáratok Budapestről a 6:25 és 18:25; Kassáról az 5:42 és 17:42 közötti időszakokban kétóránkénti ütemezettséggel indulnak, menetidejük 3,5–4 óra. Budapest és Hatvan, valamint Miskolc és Hidasnémeti között helyjegy nélkül igénybevehetőek.

## Vonatösszeállítás
A vonatot általában a MÁV V43 sorozatú váltakozó áramnemű mozdonyai vontatják Budapesttől Kassáig, mivel így elkerülhető a magyar-szlovák határon a mozdonycsere az eltérő feszültség miatt.
A kiállított kocsik valamennyien ülőkocsik, alkalmasak a 160 km/h sebességre. Az első osztályú kocsik szlovák Apeer, a másodosztályúak magyar Bpm és szlovák Bpeer és Beer, illetve cseh Bee típusúak. A szerelvény poggyászkocsit nem továbbít.
| Kocsiszám | Típus                              |
| --------- | ---------------------------------- |
|           | ŽSSK 362 villanymozdony            |
| 392       | ZSSK Apeer (termes elsőosztályú)   |
| 390       | ZSSK Bmpeer (termes másodosztályú) |
| 389       | ZSSK Beer (termes másodosztályú)   |

| Kocsiszám | Típus                                                |
| --------- | ---------------------------------------------------- |
|           | MÁVRT 193 villanymozdony                             |
|           | MÁV 431 villanymozdony                               |
|           | MÁV 480 villanymozdony                               |
|           | MÁV 630 villanymozdony                               |
| 31        | START Bpmee (termes másodosztályú)                   |
| 30        | START Bdmpee (termes másodosztályú+kerékpárszállitó) |
| 21        | START Bpee (termes másodosztályú)                    |

## Megállóhelyei
| 0                                    | Budapest-Keleti végállomás | 0 km   | 0   | S60 , S80 , G10 , G60 , G80 , Z60 , IR85 , IR87 , EC, EN, expresszvonat, gyorsvonat, IC, InterRégió, sebesvonat, személyvonat (1, 80) 5, 7, 7E, 8E, 20E, 30, 30A, 107, 108E, 110, 112, 133E, 230 23, 24 73, 76, 78, 79, 80 907, 907A, 908, 908A, 931, 931A, 956, 973, 973A, 990 |
| 1                                    | Hatvan                     | 67 km  | 44  | S780 , S820 , IR85 , IR87 , expresszvonat, IC, InterRégió, sebesvonat, személyvonat (80, 81, 82) 1, 2, 4, 7, 9 1306 3600, 3603, 3610, 3612, 3617, 3622, 3624, 3625, 3626, 3640, 3678, 3698, 4681, 4686                                                                          |
| 2                                    | Mezőkövesd                 | 138 km | 94  | expresszvonat, IC, InterRégió, sebesvonat, személyvonat – Mezőkövesd (80) 1, 2B, 3 1344, 1375, 1377, 1426, 1427, 1447, 1448, 1468 3406, 3416, 3418, 3419, 3749, 4001, 4006, 4007, 4008, 4010, 4011, 4014, 4015, 4016, 4017, 4019, 4023, 4026, 4030, 4157                        |
| 3                                    | Miskolc-Tiszai             | 182 km | 122 | expresszvonat, IC, InterRégió, sebesvonat, személyvonat – Miskolc-Tiszai (80, 90, 92, 94) 1, 1VP, 3, 3A, 8, 12G, 21, 30, 31, 101B, 900, 901, 935 1, 1A, 2 1383 3706, 3724, 3726, 3738, 3752, 3753, 3755, 3764                                                                   |
| 4                                    | Szikszó-Vásártér           | 201 km | 144 | személyvonat – Szikszó-Vásártér (90) |
| 5                                    | Halmaj                     | 209 km | 157 | személyvonat – Halmaj (90) 3716, 3719, 3720, 3721, 3722, 3723, 3728, 3829, 3830 |
| 6                                    | Ináncs                     | 215 km | 162 | személyvonat – Ináncs (90) 3720, 3816 |
| 7                                    | Forró-Encs                 | 222 km | 168 | személyvonat – Forró-Encs (90) 3720, 3722, 3723, 3801, 3802, 3803, 3804, 3806, 3808, 3809, 3810, 3811, 3812, 3815, 3816, 3819, 3821, 3824 |
| 8                                    | Novajidrány                | 231 km | 179 | személyvonat – Novajidrány (90) 3720, 3723, 3819, 3821, 3824 |
| 9                                    | Hidasnémeti                | 244 km | 189 | személyvonat, vonatpótló – Hidasnémeti (90, 98) 3723, 3822, 3823, 3824, 3825, 3826, 3929 |
| Magyarország – Szlovákia országhatár |                            |        |     | |
| 10                                   | Kassa végállomás           | 272 km | 229 | expresszvonat, EC, , személyvonat – Kassa (160, 169, 180, 188, 190) 2, 3, 5, 6, R1 10, 15, 16, 17, 19, 21, 23, 24, 27, 29, 33, 57, N1, N2, N3, N4, N5, N6, N7 102519, 707803 |